# Anna Walentynowicz

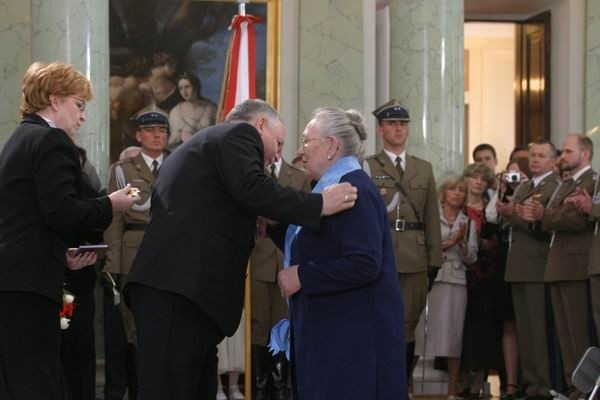
3 maggio 2006: Anna Walentynowicz mentre riceve dalle mani del presidente polacco Lech Kaczyński l'onorificenza dell'Aquila Bianca

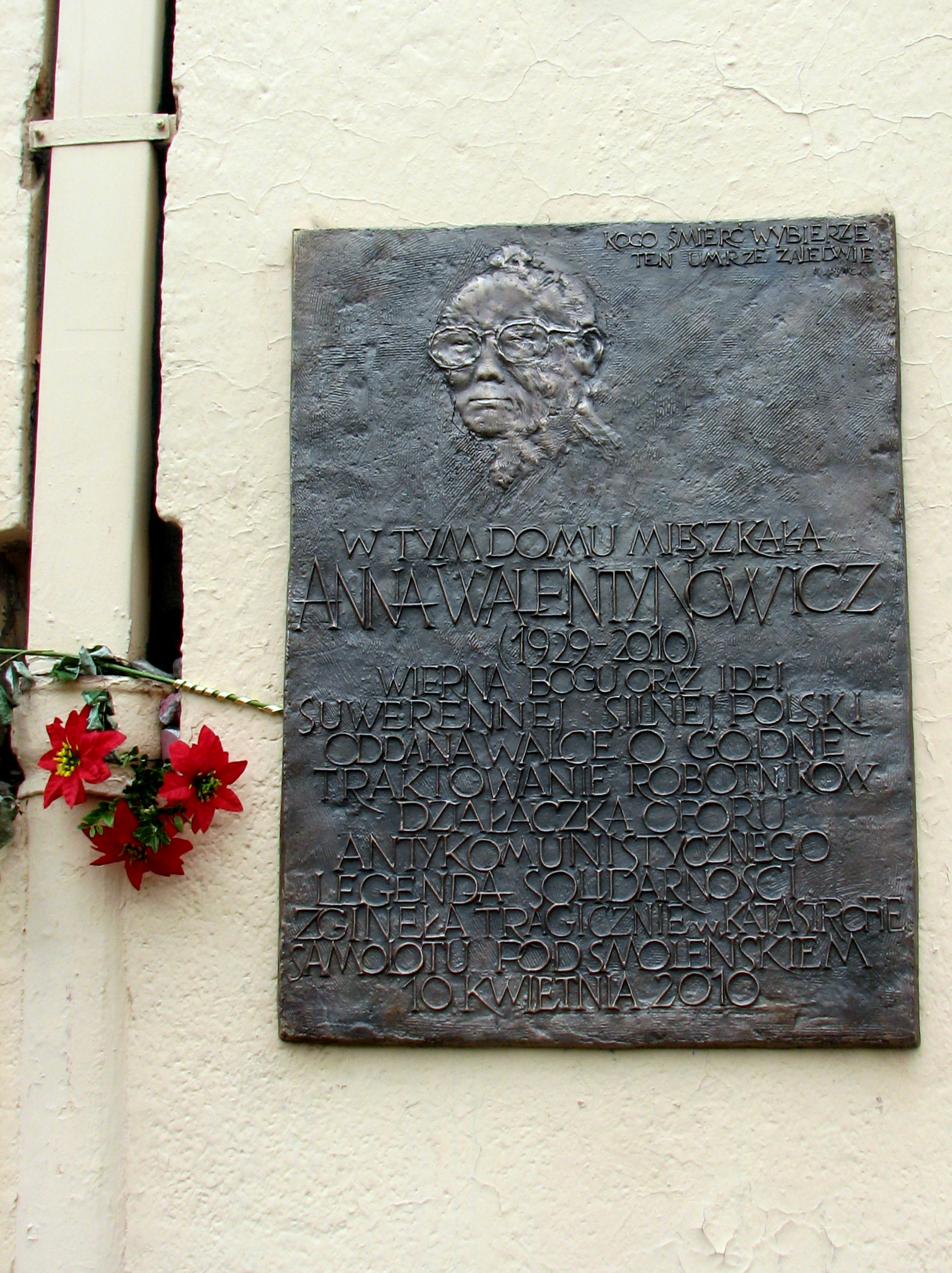
Targa per Anna Walentynowicz sulla casa, in cui ha vissuto fino alla morte.

Anna Walentynowicz (Анна Валентинович; Rivne, 15 agosto 1929 – Smolensk, 10 aprile 2010) è stata una sindacalista polacca.

## Biografia
Nativa di una città dell'Ucraina occidentale, allora in Polonia, ha avuto una parte di rilievo nei mutamenti sociali e sindacali intervenuti nel suo paese durante gli anni 1980 che hanno portato alla creazione del movimento sindacale e politico di Solidarność. Di tale movimento è diventata poi un'esponente di spicco. È stata membro dell'Unione professionale libera (Wolnych Związków Zawodowych) e Cavaliere dell'Ordine dell'Aquila Bianca. Alla sua figura sono stati dedicati quattro film.
Era tra le persone che il 10 aprile 2010 si stavano recando alla commemorazione del massacro di Katyn' a bordo del Tupolev Tu-154, che trasportava il Presidente della Polonia Lech Kaczyński, insieme alla moglie Maria e altre persone, tra cui moltissimi importanti esponenti della vita politica, economica e militare polacca. L'aereo si è schiantato in fase di atterraggio presso la base aerea di Smolensk, in Russia, uccidendo tutti i 96 passeggeri.